# Latinska ćuprija
Latinska ćuprija (česky Latinský most, původní název v časech Jugoslávie byl Principov Most) je historický most přes řeku Miljacka v Sarajevu. Patří mezi nejstarší mosty ve městě. V roce 2004 byl vyhlášen za kulturní památku.
Poprvé je existence mostu zmíněna v zápisech z roku 1541, v období samotného vzniku Sarajeva. Tehdy to však ještě byl most dřevěný; kamenný je dochován až teprve z roku 1565. V letech 1739 a 1789 byl most poničen a musel být přestavěn jeden z jeho pilířů. 15. listopadu 1791 byl most při velké povodni poškozen, a tak musel být rekonstruován. Opravy financoval místní obchodník Abdulláh-aga Briga. Most byl natolik poškozen, že byl uzavřen po celých šest let, než byly nalezeny prostředky na jeho obnovu. Po obnově stavby byly na obou stranách mostu zřízeny prodejny se zbožím, z jejichž daní se umořovaly vysoké náklady na stavbu.
Od roku 1950 byl most kulturní památkou v rámci SR Bosny a Hercegoviny. Stejný status získal i po válce v 90. letech.
Most má čtyři oblouky a podpírají ho tři pevné pilíře spolu s kamennou stěnou na nábřeží. Je postaven tak, že pilíře se ve své horní části rozestupují do té míry, že je zde otevřený prostor. Most je pro Sarajevo jednou z nejvýznamnějších památek, a proto je i zobrazen na znaku a vlajce města.
28. června 1914 na staroměstské straně mostu u budovy knihovny spáchal Gavrilo Princip sarajevský atentát. V dobách Jugoslávie byl dokonce po něm pojmenován, původní název se vrátil po osamostatnění Bosny a Hercegoviny.